# 阎振铎
阎振铎（1940年10月—），中国油画家，天津蓟县人。

## 生平
1940年10月，阎振铎出生于河北。1959年，阎振铎入北京艺术师范学校学习。1962年后，入北京艺术学院美术系、中央美术学院油画系学习。1967年，阎振铎从中央美术学院油画系毕业，并到北京市美术公司创作室工作，任创作员。1979年，阎振铎调到北京画院工作，曾担任油版雕工作室副主任、油画雕塑创作室主任、艺术委员会委员、一级美术师等。
阎振铎还曾兼任中国油画学会副秘书长、中国美术家协会油画艺术委员会委员、北京油画学会理事、北京市艺术系列高级职称评审委员会委员、北京油画研究会负责人、湖南科技大学建筑系兼职教授等职务。曾多次担任中国全国油画展的评委。其多幅作品被美术馆、博物馆收藏。

## 作品
作品有《鸽子》、《桂林山水》等，出版有《北苑南国》、《荷塘》、《峇厘岛》等油画集。其作品《温暖的风》、《水乡》被中国美术馆收藏，《朱德在太行》被中国国家博物馆收藏。

## 荣誉
阎振铎的作品《温暖的风》曾获第六届全国美术作品展览优秀作品奖，《水乡的印象》获得第八届全国美展优秀作品奖。